# Saarijärvi (sjö i S:t Michel, Södra Savolax)
Saarijärvi är en sjö i kommunen S:t Michel i landskapet Södra Savolax i Finland. Sjön ligger 104,8 meter över havet. Arean är 60 hektar och strandlinjen är 6,92 kilometer lång. Sjön  ingår i Vuoksens huvudavrinningsområde.   Den ligger nära S:t Michel och omkring 210 kilometer nordöst om Helsingfors. 
Saarijärvi ligger väster om Hietajärvi. 